# كأس بلغاريا
كأس بلغاريا (بالبلغارية: Купа на България)‏ هي مسابقة كرة قدم سنوية في بلغاريا. إنها مسابقة الكأس الرئيسية في البلاد وتشارك فيها جميع فرق كرة القدم البلغارية المسجلة رسميًا.

## وصلات خارجية
- أخبار كأس بلغاريا من توبسبورت باللغة البلغارية
- نظرة عامة على كؤوس بلغاريا، RSSSF.com